# The Complete Jack Johnson Sessions
The Complete Jack Johnson Sessions est un coffret regroupant les sessions enregistrées entre le 18 février et le 4 juin 1970 par Miles Davis et sorti en septembre 2003. Ces sessions serviront de base pour l'album A Tribute to Jack Johnson publié en 1971 ainsi qu'a certaines piste des disques Live-Evil, Big Fun, Directions et Get Up with It. Sur les 42 piste de ce coffret, 34 était jusque là inédites

## Titres

### Disque 1
(75:10)
- Titres 1-4 enregistrés le 18 février 1970, Columbia Studio B, New York, NY
- Titres 5-9 enregistrés le 27 février 1970, Studio B
- Titres 10 enregistré le 3 mars 1970, Studio B

1. Willie Nelson (Take 2)** – 6:41
2. Willie Nelson (Take 3)* – 10:21
3. Willie Nelson (Insert 1)** – 6:33
4. Willie Nelson (Insert 2)** – 5:22
5. Willie Nelson (Remake Take 1)* – 10:45
6. Willie Nelson (Remake Take 2) – 10:17
7. Johnny Bratton (Take 4)* – 8:18
8. Johnny Bratton (Insert 1)* – 6:39
9. Johnny Bratton (Insert 2)* – 5:20
10. Archie Moore* – 4:45

### Disque 2
(68:19)
- Titres 1-5 enregistrés le 3 mars 1970, Columbia Studio B
- Titres 6-7 enregistrés le 17 mars 1970 Studio C
- Titres 8 enregistré le 20 mars 1970 Studio B

1. Go Ahead John (Part One)** – 13:07
2. Go Ahead John (Part Two A)** – 7:00
3. Go Ahead John (Part Two B)** – 10:06
4. Go Ahead John (Part Two C)** – 3:38
5. Go Ahead John (Part One Remake)** – 11:04
6. Duran (Take 4)* – 5:37
7. Duran (Take 6) – 11:20
8. Sugar Ray* – 6:16

### Disque 3
(77:48)
- Titres 1-6 enregistrés le 7 avril 1970, Columbia Studio B
- Titres 7-8 enregistrés le 19 mai 1970, Studio C

1. Right Off (Take 10) – 11:09
2. Right Off (Take 10A)** – 4:33
3. Right Off (Take 11)** – 5:58
4. Right Off (Take 12)** – 8:49
5. Yesternow (Take 16)* – 9:49
6. Yesternow (New Take 4)** – 16:02
7. Honky Tonk (Take 2)** – 10:04
8. Honky Tonk (Take 5)* – 11:29

### Disque 4
(71:14)
- Titres 1-2 enregistrés le 19 mai 1970, Columbia Studio C
- Titres 3 enregistré le 21 mai 1970, Studio C
- Titres 6-10 enregistrés le 3 juin 1970, Studio C
- Titres 11-12 enregistrés le 4 juin 1970, Studio C

1. Ali (Take 3)* – 6:50
2. Ali (Take 4)* – 10:16
3. Konda** – 16:29
4. Nem Um Talvez (Take 17)* – 2:50
5. Nem Um Talvez (Take 19)* – 2:54
6. Little High People (Take 7)* – 6:52
7. Little High People (Take 8)* – 9:28
8. Nem Um Talvez (Take 3)* – 4:36
9. Nem Um Talvez (Take 4A) – 2:04
10. Selim (Take 4B) – 2:15
11. Little Church (Take 7)* – 3:18
12. Little Church (Take 10) – 3:15

### Disque 5
(76:04)
- Titres 1-2 enregistré le 4 juin 1970, Columbia Studio C
- Titres 3 enregistré le 7 avril 1970, Studio B
  - Inclus l'extrait d'un enregistrement non accompagné de trompette solo du 19 ou 18 novembre 1969
- Titre 4 enregistré le 7 avril 1970 Studio B (Yesternow) et le 18 février 1970 Studio B (Willie Nelson non crédité)
  - Inclus l'extrait d'un enregistrement non accompagné novembre 1969 trompette solo avec violoncelle réenregistré
  - Inclus l'extrait de Shhh/Peaceful enregistré le 18 février 1969
  - Inclus l'extrait d'un enregistrement non accompagné en novembre 1969 de trompette solo avec réenregistrement de l'orchestre arrangé par Teo Macero, narration par Brock Peters

1. The Mask (Part 1)* – 7:47
2. The Mask (Part 2)* – 15:45
3. Right Off – 26:54
4. Yesternow – 25:36

Toutes les compositions sont de Miles Davis sauf disque 4, titres 4 à 12 par Hermeto Pascoal.
(*) Piste inédite
(**) Piste inédite dans son intégralité

## Musiciens
- Miles Davis - Trompette
- Bennie Maupin - Clarinette basse
- Steve Grossman - Saxophone soprano
- Wayne Shorter - Saxophone soprano
- Chick Corea - Piano électrique, Orgue
- Herbie Hancock - Piano électrique, Orgue
- Keith Jarrett - Piano électrique, piano électrique avec pédale wah-wah
- Sonny Sharrock - Guitare électrique, Echoplex
- John McLaughlin - Guitare électrique
- Dave Holland - basse, contrebasse
- Michael Henderson - basse
- Gene Perla - basse
- Ron Carter - contrebasse
- Jack DeJohnette - batterie
- Billy Cobham - batterie
- Lenny White - batterie
- Airto Moreira - percussions, Berimbau, Cuica
- Hermeto Pascoal - Voix, batterie